# Eurofest
Eurofest (Russisch en Wit-Russisch: Еурофест) is een programma waarin de bijdrage van Wit-Rusland aan het Eurovisiesongfestival wordt geselecteerd. Het wordt door de BTRC uitgezonden op Wit-Rusland 1.

## Geschiedenis
Wit-Rusland had al een nationale finale vanaf zijn debuut in 2004, maar pas vanaf 2007 wordt de naam Eurofest gebruikt. Ook had Eurofest een andere manier van selecteren dan de eerste nationale finales die werden gehouden in Wit-Rusland. Eurofest had namelijk twee avonden in plaats van één; een eerste ronde in december en een finale in januari. Dit werd later echter weer veranderd naar één avond. In 2010 en 2011 werd Eurofest niet gehouden, vanwege de slechte resultaten van de twee jaren ervoor werd er een interne selectie gemaakt uit de ingezonden liedjes.

## Format

### 2007 en 2008
In 2007 en 2008 werd de selectieprocedure verdeeld in twee avonden: de eerste avond in december en de tweede avond een maand later. Tijdens de eerste avond worden de liedjes voor het eerst aan het publiek thuis vertoont. De winnaar van de televoting die avond ging door naar de finale samen met twee (in 2008 drie) andere liedjes gekozen door de jury. In de finale koos uiteindelijk een vakjury de winnaar van Eurofest.

### 2009 en 2012
Een jaar later kwam er een iets andere opzet. De twee avonden bleven behouden, alleen konden de mensen tijdens de eerste avond geen stem uitbrengen. De vijf finalisten voor de finale op 19 januari 2009. De uitslag werd in de finale wel helemaal bepaald door televoting.
Na twee jaar afwezigheid keerde Eurofest in 2012 met hetzelfde format terug, alleen nu werd de tweede avond in februari gehouden.

### 2013 en 2014
In 2013 werd het format van Eurofest drastisch aangepast. Van de twee avonden werd één avond gemaakt, waarin voor het eerst de jury én televoting resultaten werden gecombineerd. Er werd tijdens het stemmen gebruikgemaakt van dezelfde manier als bij het Eurovisiesongfestival; de jury en het publiek thuis gaven, elk apart, hun favoriete liedje twaalf punten, de nummer twee tien punten, de nummer drie acht en de liedjes die daarop volgden zeven tot één punt. De uitslag van de jury werd als eerste gegeven en daarop volgde de uitslag van de televoting. Bij een gelijke stand, zoals gebeurde bij Eurofest-2014, ging men over tot de jury voor een extra stemronde tussen de liedjes die gelijk stonden op de eerste plaats.

### 2015
In 2015 werd het format weer aangepast. Door dit nieuwe format kreeg de jury 87,5% van het stemmen in handen, wat weer onderverdeeld werd in zeven personen die elk hun punten apart gaven. Als eerste werd dit keer echter de televoting getoond. Daarna werden de uitslagen van de juryleden, een voor één, getoond op het scorebord.